# Tetla de la Solidaridad
Tetla de la Solidaridad är en kommun i Mexiko.   Den ligger i delstaten Tlaxcala, i den sydöstra delen av landet, 110 km öster om huvudstaden Mexico City. Antalet invånare är 24 737.
Följande samhällen finns i Tetla de la Solidaridad:
- Sección Primera Santiago Tetla
- Atexcatzingo
- Plan de Ayala